# Varaize
Varaize – miejscowość i gmina we Francji, w regionie Nowa Akwitania, w departamencie Charente-Maritime.
Według danych na rok 1990 gminę zamieszkiwały 594 osoby, a gęstość zaludnienia wynosiła 29 osób/km² (wśród 1467 gmin regionu Poitou-Charentes Varaize plasuje się na 493. miejscu pod względem liczby ludności, natomiast pod względem powierzchni na miejscu 381.).